# Bengt Robertson

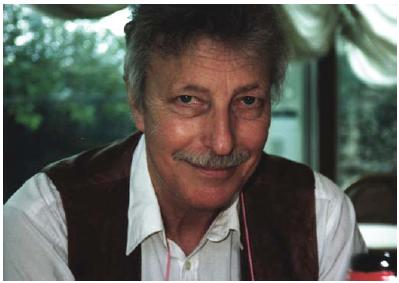
Bengt Robertson

Bengt A. Robertson (* 14. September 1935 in Stockholm; † 7. Dezember 2008 ebenda) war ein schwedischer Mediziner im Fach pädiatrische Pathologie.

## Leben
Robertson machte 1953 am Södra Latins Gymnasium in Stockholm sein Abitur und studierte am Karolinska-Institut in Stockholm Medizin mit dem M.D.-Abschluss 1960. 1968 erhielt er einen Ph.D. am Karolinska-Institut. 1970 wurde er Arzt für pädiatrische Pathologie am St. Göran Hospital in Stockholm. Von 1974 bis 2000 leitete er die Abteilung für Experimentelle Perinatale Pathologie am Karolinska-Institut, und von 1994 bis 1997 leitete er die Abteilung für Pädiatrische Pathologie. 2000 wurde er zum Professor ernannt. 1976 war er Gastprofessor an der Universität Toronto und 1985 und 1987 an der Universität Perugia.
Robertson ist bekannt für seine Forschungen zu Surfactants, deren Rolle für die Lungenfunktion 1929 der schwedische Arzt Kurt von Neergaard erkannt hat und die die Entwicklung von Therapien für Frühgeborene mit Atemproblemen (Atemnotsyndrom des Neugeborenen, Respiratory Distress Syndrome, RDS) aufgrund fehlender Surfactants in der Lunge ermöglichten. Die Vorarbeiten dazu leisteten 1959 die Ärzte Mary Ellen Avery und Jeremiah Mead. Mit dem Geburtshelfer Göran Enhörning entdeckte Robertson in den 1970er Jahren, dass natürliche Surfactants als Therapie für frühgeborene Kaninchen in Frage kamen, und mit dem Biochemiker Tore Curstedt vom Karolinska-Institut entwickelte er später das Medikament Curosurf (benannt nach ihren Anfangsbuchstaben) aus Surfactants in der Schweinelunge, das in der Neonatologie angewandt wird. 1988 leitete er zu Curosurf eine internationale Kontrollstudie, die die Wirksamkeit nachwies.
Robertson war Autor und Ko-Autor von fünf Büchern und mehreren hundert wissenschaftlichen Veröffentlichungen.
1996 erhielt er mit Tetsuro Fujiwara den König-Faisal-Preis für Medizin. Er war seit 1996 Fellow des Royal College of Physicians Edinburgh (RCPE) und seit 1987 Ehrenmitglied der italienischen Gesellschaft für perinatale Medizin. 1998 erhielt er den Hilda und Alfred Eriksson Preis der Königlich Schwedischen Akademie der Wissenschaften, 2004 mit Tore Curstedt den Lars Werko Preis und 2002 den Maternité Preis der European Association for Perinatal Medicine.
Robertson war ein Amateurmusiker (Klavier, Flöte, Trompete und Basstuba) in der Jubilee Jazz Band, die Dixieland-Jazz spielte, und veröffentlichte zudem auch Kurzgeschichten und Lyrik (Nachspiel 1967, Nefertites Öga 1970, Naturens Gong 1975). Er war Mitglied der schwedischen Haiku-Gesellschaft.
Robertson war zweimal verheiratet und hatte vier Kinder aus erster Ehe und vier aus der zweiten Ehe mit der Kinderchirurgin Gertie Grossmann.
Ein Preis der European Society for Paediatric Research ist nach ihm benannt.

## Schriften
- Microangiography of the lung in infancy and childhood, Stockholm 1973
- mit Lambert van Golde, Joseph J. Batenburg (Herausgeber): Pulmonary surfactant:from molecular biology to clinical practice, New York, Elsevier 1984, 1992
- mit H. William Taeusch: Surfactant therapy for Lung Disease,  Informa Healthcare 1995